# Naposabelvleugel
De naposabelvleugel (Campylopterus villaviscensio) is een vogel uit de familie Trochilidae (kolibries).

## Verspreiding en leefgebied
Deze soort komt voor van zuidelijk Colombia tot noordoostelijk Peru.